# Marcus Schenkenberg
Marcus Lodewijk Schenkenberg van Mierop, född 4 augusti 1968 i Solna, Stockholms län, är en svensk skådespelare, författare och  supermodell. 
Schenkenberg har nederländska föräldrar. Han slog igenom som fotomodell i början av 1990-talet med ett stort annonsarbete för Calvin Klein.
Marcus Schenkenberg har skrivit en bok, New rules, om sitt liv som modell. Han medverkade i Let's Dance 2012 där han slutade på tredje plats.
Han bodde i New York i trettio år och är sedan flera år tillbaka bosatt i Stockholm. 